# Hôtel de Clézieux

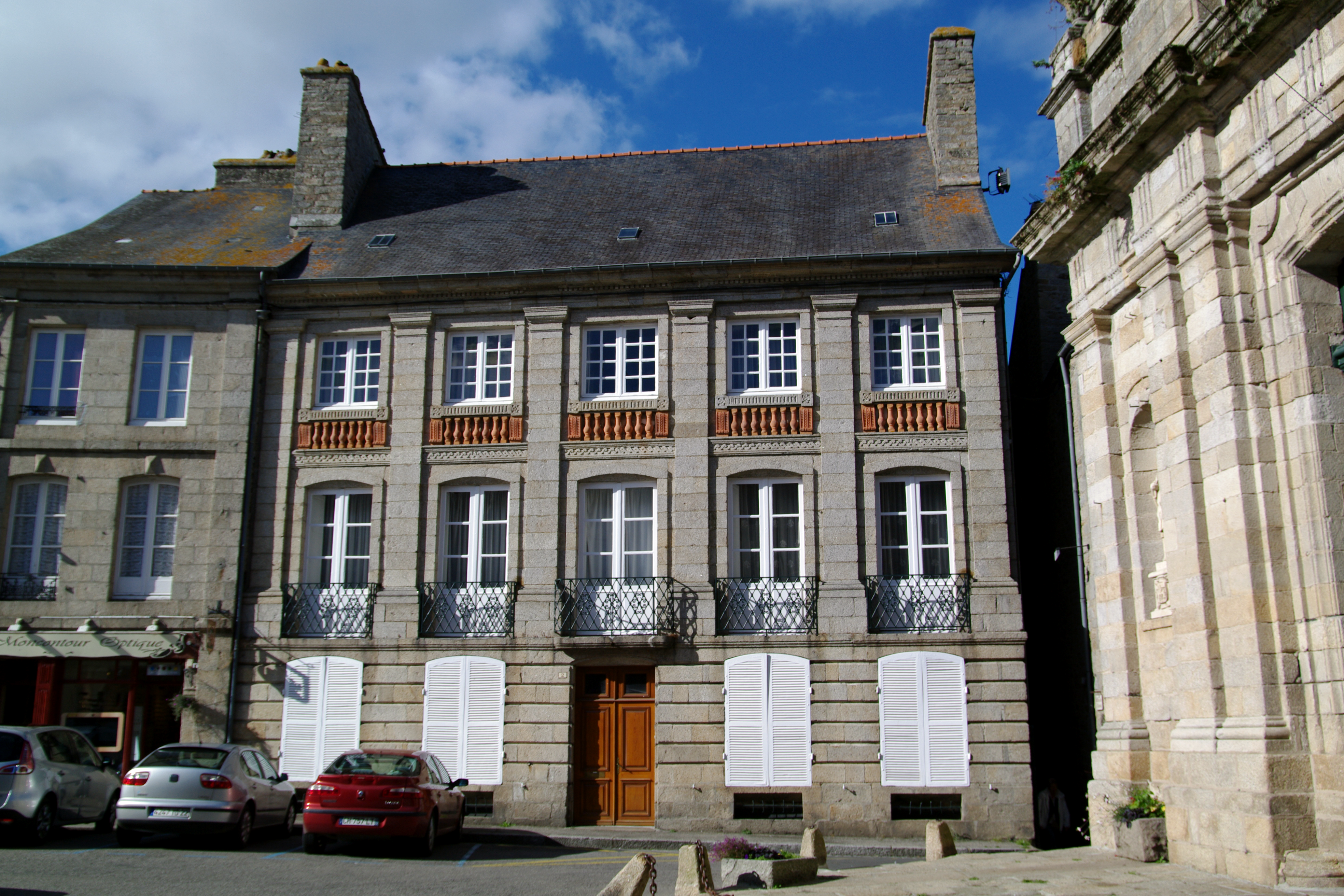
Hôtel de Clézieux in Moncontour

Das Hôtel de Clézieux in Moncontour, einer französischen Gemeinde im Département Côtes-d’Armor in der Region Bretagne, wurde 1790 errichtet. Das Hôtel particulier am Place Penthièvre Nr. 2 wurde 1969 als Monument historique in die Liste der Baudenkmäler in Frankreich aufgenommen.
Der Stadtpalast wurde für den reichen Kaufmann Latimier du Clézieux erbaut. Das Wohnhaus mit Pilastern und Balkonen mit schmiedeeisernen Gittern verlor bei einer Renovierung sein Mansarddach und den Fronton, der ursprünglich eine Sonnenuhr besaß. 
Im Inneren sind noch originelle Ausstattungsteile der Erbauungszeit wie der Salon mit Holzvertäfelungen, Wandmalereien und die prächtigen Treppe erhalten.